# Liste der FFH-Gebiete im Landkreis Dachau
Die Liste der FFH-Gebiete im Landkreis Dachau zeigt die FFH-Gebiete des oberbayerischen Landkreises Dachau in Bayern. Teilweise überschneiden sie sich mit bestehenden Natur-, Landschaftsschutz- und EU-Vogelschutzgebieten.
Im Landkreis befinden sich drei und zum Teil mit anderen Landkreisen überlappende FFH-Gebiete.
| Ampertal                                    |  | 7635-301 WDPA: 555521989 | Landkreis Dachau, Landkreis Fürstenfeldbruck, Landkreis Freising |  | ⊙ | 2.171,00 |  |
| Gräben und Niedermoorreste im Dachauer Moos |  | 7734-301 WDPA: 555522016 | Landkreis Dachau, München, Landkreis München                     |  | ⊙ | 306,00   |  |
| Naturschutzgebiet 'Weichser Moos'           |  | 7634-301 WDPA: 555521988 | Landkreis Dachau                                                 |  | ⊙ | 55,00    |  |
| Legende für Fauna-Flora-Habitat             |  |                          |                                                                  |  |   |          |  |